# The Do-Over
Pour plus de détails, voir Fiche technique et Distribution.
The Do-Over est une comédie américaine réalisée par Steven Brill, mis en ligne sur la plateforme de VOD Netflix en 2016.

## Synopsis
La vie d'un banquier est bouleversée lorsqu'un ancien ami le persuade de se faire passer pour mort afin de recommencer à zéro.

## Distribution
- Adam Sandler (VF : Serge Faliu) : Max Kessler
- David Spade (VF : Guillaume Lebon) : Charlie McMillan
- Paula Patton (VF : Géraldine Asselin) : Heather
- Catherine Bell (VF : Juliette Poissonnier) : Dawn
- Nick Swardson : Bob
- Stan Ellsworth (VF : Jérémie Covillault) : Dakota
- Matt Walsh (VF : Laurent Morteau) : Shecky
- Sean Astin (VF : Jérôme Pauwels) : Ted-O
- Luis Guzmán (VF : Paul Borne) : Jorge
- Kathryn Hahn (VF : Odile Schmitt) : Becca
- Natasha Leggero (en) (VF : Audrey Sablé) : Nikki
- Michael Chiklis : Carmine
- Torsten Voges (VF : Serge Biavan) : le gymnaste
- Renee Taylor (VF : Marie-Martine) : Mrs. Kessler
- Jackie Sandler (VF : Élisa Bourreau) : Joan
- Jared Sandler (VF : Gabriel Bismuth-Bienaimé) : DJ

 Source et légende : version française (VF) sur RS Doublage